# عبد الحميد الشناوي
عبد الحميد الشناوي (1949 -) هو محافظ الغربية -جمهورية مصر العربية.

## حياته
ولد اللواء عبد الحميد الشناوي في محافظة الغربية سنة وتخرج من كلية الشرطة في أغسطس 1972، حصل على نوط الامتياز من الطبقة الثالثة عام 1987. ثم رُقي إلى رتبة لواء سنة 1998. متزوج وله أولاد.

## المناصب
عمل بقطاع الأمن المركزي في 1972، وفي عام 1977 عمل في قطاع مباحث أمن الدولة، ثم مدير إدارة عامة بقطاع مباحث أمن الدولة في 2001، ثم مديرا لأمن الدقهلية منذ 1 أغسطس عام 2004 حتى تم اختياره محافظا للغربية.